# Cinétique enzymatique
 (juillet 2007).

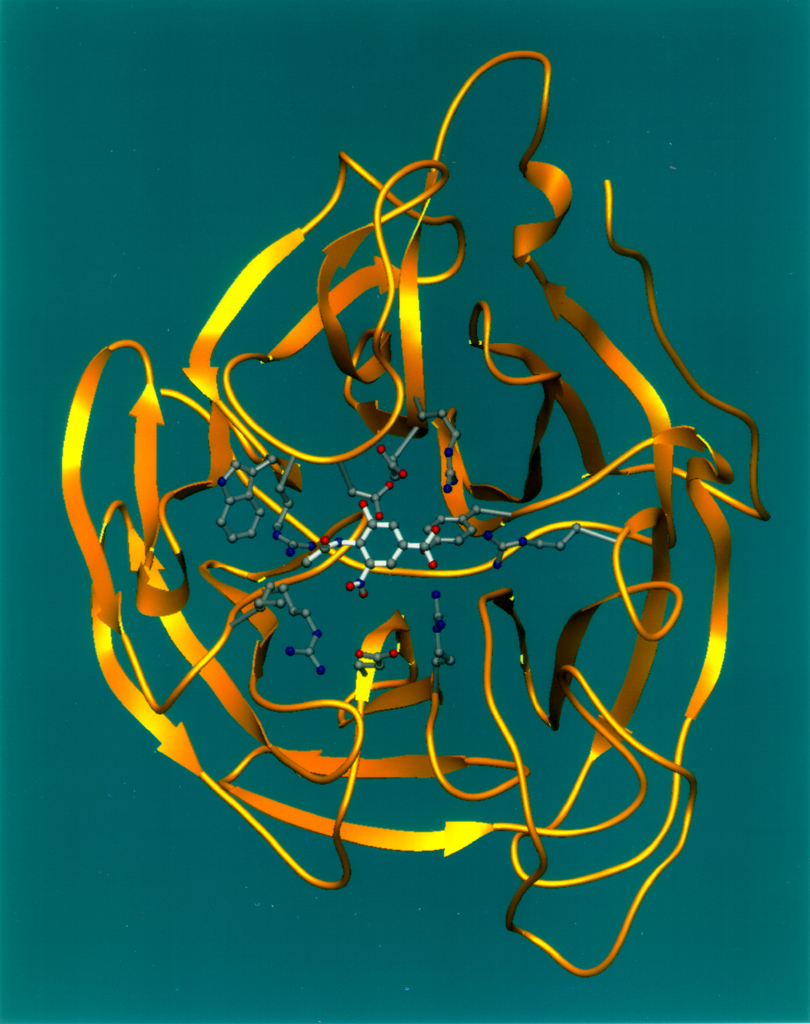
Neuraminidase du virus de la grippe aviaire représentée avec un diagramme ruban tridimensionnel (en jaune), montre l'intégration d'un inhibiteur (modèle éclaté) dans un emplacement en forme de "cavité" à la surface de l'enzyme. Cette "cavité" représente le site actif de la neuraminidase, jouant un rôle crucial dans le passage des virus à travers la membrane des cellules hôtes.

La cinétique enzymatique a pour objet d'identifier et de décrire les mécanismes des réactions biochimiques, catalysées par les enzymes (réaction enzymatique), en étudiant leur vitesse c'est-à-dire leur évolution en fonction du temps. En partant des enzymes isolées et en allant vers les systèmes métaboliques organisés et intégrés, la cinétique enzymatique permet de décrire quantitativement les propriétés catalytiques des enzymes et les mécanismes mis en place pour leur régulation.
Les enzymes jouent un rôle central dans la régulation des processus biologiques. Elles sont généralement constituées de molécules protéiques issues de la traduction du génome, à l'exception des ribozymes constitués d'ARN. Les enzymes interviennent en diminuant la barrière énergétique entre les réactants permettant d'accélérer les réactions des milliers de fois plus qu'en absence de catalyse.
L'activité catalytique des enzymes est hautement spécifique, c'est-à-dire qu'une enzyme donnée, parmi les milliers qui existent, ne peut catalyser qu'une réaction chimique bien précise (p. ex. l'hexokinase permet à l'aide d'une molécule d'ATP de phosphoryler le glucose pour obtenir le glucose-6-phosphate substrat clé dans la glycolyse et la synthèse du glycogène). En effet, la réaction chimique catalysée par une enzyme s'effectue au niveau d'une région bien déterminée de celle-ci, appelée site actif. Dans ce domaine, les acides aminés adoptent une configuration spatiale précise qui confère à cette région des caractéristiques chimiques spéciales rendant compte de cette spécificité vis-à-vis du substrat (voir figure ci-contre).
Il existe une relation entre la vitesse d'une réaction catalysée par une enzyme et la concentration ou la disponibilité du substrat. L'activité enzymatique dépend aussi du pH, de la température et souvent de la concentration des ions et des cofacteurs. La régulation de cette activité peut être assurée par des composés appelés effecteurs (généralement de faible poids moléculaire). Les effecteurs positifs (ou activateurs) stabilisent la configuration catalytique active de l'enzyme. Les effecteurs négatifs (ou inhibiteurs), agissent au contraire, en favorisant l'état moins actif (inhibiteurs non compétitifs) ou entrent en compétition avec les molécules de substrat en bloquant le site actif (inhibiteurs compétitifs).
La cinétique enzymatique constitue un élément fondamental dans la compréhension de la manière dont les enzymes fonctionnent et conduit à de nombreuses applications dans les industries chimique et agroalimentaire ainsi que dans les biotechnologies et la médecine (pharmacologie, toxicologie).

## Considérations générales
Dans une réaction chimique, des réactifs se transforment en produits. Cette réaction fait évoluer le système vers l'état d'équilibre. Un catalyseur est une molécule qui accélère la vitesse de la réaction, sans changer la direction de cette réaction ni l'état d'équilibre. Dans le cas particulier où le catalyseur est une enzyme, les réactifs portent le nom de "substrats". Certaines enzymes peuvent catalyser la réaction dans les deux sens.
Comme tous les catalyseurs, une enzyme accélère une réaction en diminuant son énergie d'activation. La participation de l'enzyme dans la réaction modifie son mécanisme précis (en quelque sorte elle modifie le chemin pris par les réactifs).

## Comment l'enzyme diminue l'énergie d'activation?
L'enzyme, lors de son interaction avec le substrat, modifie la réactivité moléculaire en formant un complexe enzyme-substrat, elle forme un état intermédiaire. Il existe en effet au sein de ces structures en 3D que sont les enzymes des sites de fixation où le substrat se fixe et des sites de réaction (ou catalyse) où la réaction est facilitée. Ces sites sont constitués de radicaux d'acides aminés formant la chaine protéique de l'enzyme. Ces acides aminés rapprochés grâce au repliement dans l'espace de la chaine protéique forment le site actif, il peut être activé par des ions magnésium par exemple.
Donc, l'enzyme facilite la réaction du substrat en diminuant l'énergie d'activation, ceci en passant par un ou plusieurs états intermédiaires.

## Modèles de la cinétique enzymatique

### Loi de vitesse de Michaelis et Menten
La démarche proposée par  Michaelis et Menten, et principalement adoptée depuis en cinétique enzymatique, est celle des vitesses initiales: on ne s'intéresse qu'aux vitesses mesurées en tout début de réaction, avant que les concentrations en réactifs n'aient eu le temps de changer significativement. La modélisation des données est très simple parce que 1/ le produit de la réaction n'ayant pas eu le temps de s'accumuler, on peut négliger la réaction retour, et 2/ les concentrations étaient quasi constantes, la vitesse de la réaction ne dépend pas du temps (elle est stationnaire). 

Représentation de la loi de vitesse de Michaelis–Menten, montrant la vitesse initiale de la réaction en fonction de la concentration initiale en substrat [S

Dans le cas de la plupart des réactions catalysées par des enzymes, la vitesse initiale de la réaction suit la loi de vitesse très célèbre dite « de Michaelis et Menten », qui dépend de deux paramètres, la vitesse maximale {\displaystyle v_{\rm {max}}} et la constante de Michaelis {\displaystyle K_{M}}.
{\displaystyle v_{i}={\frac {v_{\rm {max}}}{1+{\frac {K_{M}}{[{\rm {S}}]_{0}}}}}}
Selon cette équation, la vitesse initiale est proportionnelle à la concentration initiale en substrat si celle-ci est très petite, elle est égale à {\displaystyle v_{\rm {max}}/2} quand {\displaystyle [{\rm {S}}]_{0}=K_{M}}, et elle tend asymtotiquement vers {\displaystyle v_{\rm {max}}} quand la concentration en substrat tend vers l'infini.
Les démonstrations de l'équation de Michaelis et Menten font l'hypothèse que la réaction est unidirectionnelle. L'équation de vitesse d'une réaction réversible est appelée équation de Haldane.

### Cinétique de réactions impliquant plusieurs substrats
La plupart des enzymes catalysent des réactions impliquant plusieurs substrats (et non pas un seul, comme le suggère l'équation de Michaelis et Menten). Les équations de vitesse correspondantes sont complexes, mais dans la plupart des cas, la vitesse suit une loi de Michaelis et Menten lorsque la concentration en l'un des substrats varie et l'autre est maintenue constante. Des études détaillées permettent de déterminer l'ordre dans lequel ls substrats et produits de la réaction s'associent et se dissocient de l'enzyme. On distingue un petit nombre de mécanismes classiques, listés ci desseous (A et B sont les réactifs, P et Q les produits, E l'enzyme).

#### cinétique bi/uni
A+B+E ⇆ (E-A)+B ⇆ (E-A-B) ⇆ (E-P-Q) ⇆ E+P+Q si la fixation est ordonnée
ou
A+B+E ⇆ (E-A-B) ⇆ (E-P-Q) ⇆ E+P+Q si elle n'est pas ordonnée
ces enzymes sont le plus souvent des ligases comme l'ATP synthase, ADP+Pi ⇆ ATP (où Pi = phosphate inorganique)

#### formation d'un complexe ternaire EAB, cinétique ordonnée
A+B+E ⇆ (E-A)+B ⇆ (E-A-B) ⇆ (E-P-Q) ⇆ (E-Q)+P ⇆ P+Q+E
les formes entre parenthèses signifie qu'il s'agit de complexes enzyme-substrat(s) 

#### formation d'un complexe ternaire EAB, cinétique aléatoire
A+B+E ⇆ (E-A-B) ⇆ P+Q+E 
Il n'y a pas d'ordre de fixation, les complexes peuvent se dissocier avant la réaction et se reformer dans un ordre différent.

#### cinétique de Théorel Chance
A+B+E ⇆ (E-A)+B ⇆ (E-P)+B ⇆ E'+P+B ⇆ (E'-B)+P ⇆ (E-Q)+P ⇆ P+Q+E
E' est la même enzyme mais ayant changé de conformation. C'est le cas par exemple de l'alcool déshydrogénase.

#### cinétique dite ping pong
A+B+E ⇆ (E-A)+B ⇆ (E-P)+B ⇆ (E-B)+P ⇆ (E-Q)+P ⇆ P+Q+E

### Inhibition
Une inhibiteur est une molécule qui se lie à l'enzyme et décroit son activité. On distingue trois mécanismes d'inhibition
- Inhibition compétitive: l'inhibiteur ressemble au substrat de l'enzyme, et est en compétition avec le substrat pour se fixer dans le site actif de l'« enzyme libre ». L'inhibition est donc d'autant plus marquée que la concentration en substrat est faible.
- Inhibition incompétitive (uncompetitive en anglais) : l'inhibiteur s'associe au complexe enzyme/substrat. L'inhibition est d'autant plus marquée que la concentration en substrat est élevée.
- Inhibition mixed : l'inhibiteur s'associe à l'enzyme libre et à l'enzyme associée au substrat. Dans le cas limite qu'on appelle « inhibition non compétitive », cette association est indépendante de la présence du substrat dans le site actif[2].

Dans tous les cas, cette fixation de l'inhibiteur peut être irréversible ou réversible. Si elle est réversible, la vitesse de la réaction catalysée par l'enzyme continue de suivre une cinétique michaélienne lorsque la concentration en substrat est variée à concentration en inhibiteur constante, mais les paramètres de l'équation de Michaelis et Menten, la vitesse maximale {\displaystyle v_{\rm {max}}} et la constante de Michaelis {\displaystyle K_{M}}, dépendent de la concentration en inhibiteur. Cette dépendance peut être interprétée pour déduire le mécanisme d'inhibition.

## Contrôle de l'activité enzymatique

### Conditions du milieu réactionnel
Certaines conditions du milieu réactionnel modifient l'activité de l'enzyme :
- le pH ;
- la force ionique ;
- la présence d'activateurs ou d'inhibiteurs ;
- la concentration en substrat ;
- la température de réaction d'après la loi d'Arrhenius et suivant la température de dénaturation de l'enzyme.

### Interactions coopératives etallostériques
C'est le cas de certaines enzymes possédant des sous unités ou protomères en nombre pair. Ces enzymes ont une cinétique particulière. Leur fonctionnement n'est pas michaélien et l'affinité pour le substrat augmente de manière non linéaire avec la concentration en substrat.
Cette cinétique particulière provient de transconformations spatiales, il existe une transition allostérique entre deux formes extrêmes : 
- tendue, à faible concentration en subsrat, l'enzyme est la moins affine[Quoi ?] pour son substrat.
- relâchée, à concentration en substrat élevée, l'enzyme est très affine[Quoi ?] pour son substrat.

La fixation d'une première molécule de substrat sur l'enzyme lui permet d'acquérir une conformation moins tendue ce qui permet à une seconde molécule de substrat de se fixer et ainsi de suite jusqu'à ce que tous les sites de chaque protomère soient saturés.
La variation de la vitesse initiale en fonction de la concentration en substrat peut être d'allure hyperbolique (comme l'équation de Michaelie et Menten) ou sigmoïdale. Elle est décrite par l'équation de Hill:
{\displaystyle v_{i}={\frac {v_{m}}{1+{\frac {K_{50}}{[{\rm {S}}]_{0}^{h}}}}}}
où h est le coefficient de Hill (différent du nombre de protomère). Plus il est grand, plus l'allure de la courbe est sigmoïde, si h=1, on retombe sur l'équation de Michaelis, l'enzyme n'est pas allostérique. La constante de Michaelis est par définition un paramètre de l'équation de Michaelis-Menten, et n'a aucune signification pour les cinétiques autres que celles de Michaelis-Menten. 
L'allostérie est à l'origine de régulations. Dans le métabolisme cellulaire par exemple, lors de la glycolyse, la phosphofructokinase-1 est régulée de manière allostérique par l'ATP lors de la synthèse de fructose-1,6-biphosphate.